# Acarichthys heckelii
Acarichthys heckelii là một loài cá họ Cá hoàng đế Nam Mỹ. Đây là loài duy nhất trong chi Acarichthys. Chúng được tìm thấy trong các sông ở Amazon và lưu vực Essequibo.